# Campionatul Mondial de Handbal Masculin din 1999
A 16-a ediție a Campionatului Mondial de Handbal Masculin s-a desfășurat în perioada 1 - 15 iunie 1999 în Egipt. Echipa Suediei a câștigat campionatul după ce a învins în finală echipa Rusiei cu scorul de 25 - 24 și a cucerit al patrulea titlu de campioană mondială.

## Clasament final
| Poz. | Echipă            |
| ---- | ----------------- |
| 1    | Suedia            |
| 2    | Rusia             |
| 3    | Iugoslavia        |
| 4    | Spania            |
| 5    | Germania          |
| 6    | Franța            |
| 7    | Egipt             |
| 8    | Cuba              |
| 9    | Danemarca         |
| 10   | Croația           |
| 11   | Ungaria           |
| 12   | Tunisia           |
| 13   | Norvegia          |
| 14   | Coreea de Sud     |
| 15   | Algeria           |
| 16   | Brazilia          |
| 17   | Maroc             |
| 18   | Macedonia de Nord |
| 19   | Kuweit            |
| 20   | China             |
| 21   | Argentina         |
| 22   | Arabia Saudită    |
| 23   | Niger             |
| 24   | Australia         |

## Legături externe
- en  Campionatul Mondial din 1999 la Federația Internațională de Handbal